# Миляновский, Владислав Семёнович
Владислав Семёнович Миляновский (1830 — 1892) — российский архитектор, автор ряда зданий в Могилеве.

## Биография
Родился в 1830 году. Начальное образование получил в Ковенской гимназии, после чего в 1845 году поступил в Петербургское строительное училище, которое окончил в 1853 году со званием архитекторского помощника и правом на чин X класса.
В 1853 году определён на должность столоначальника в лифляндской губернской дорожной комиссии, но через три месяца перевёлся в Могилев, где занимал последовательно должности младшего архитектора в губернской строительной и дорожной комиссиях (1853—1865) и в губернском правлении (1865—1875). С 1875 года занял должность губернского инженера (в некоторых источниках ошибочно указывается, что Миляновский был губернским архитектором ).
Наиболее значительная техническая деятельность архитектора относится к 1863—1875 годам, когда им было построено по своим и частично по чужим проектам ряд соборов и церквей в уездных городах Могилеве, Рогачёве, Сенно, Быхове, Черикове, Климовичах, пятиглавые кирпичные церкви в местечках Хотимск и Костюковичи. Всего он построил более 15 кирпичных и около 20 деревянных деревенских церквей.
В 1877 году был возведён в звание инженер-архитектора. Более 20 лет занимался страховым делом в русском обществе, состоял директором могилёвского попечительного о тюрьмах комитета. На протяжении всей своей службы, кроме прямых обязанностей, Владислав Семёнович не раз выполнял обязанности могилевского городского и епархиального архитектора, руководил постройкой мостов и частных зданий, ремонтом тюрем, больниц, религиозных учреждений, казарм, гимназий, присутственных мест, дом губернатора в Могилеве и др.
Статский советник. Имел награды: орден Святого Владимира 3-й (1887) и 4-й (1883) степени , орден Святого Станислава 2-й степени, орден Святой Анны 2-й (1880) и 3-й степени, медаль «В память войны 1853—1856». 

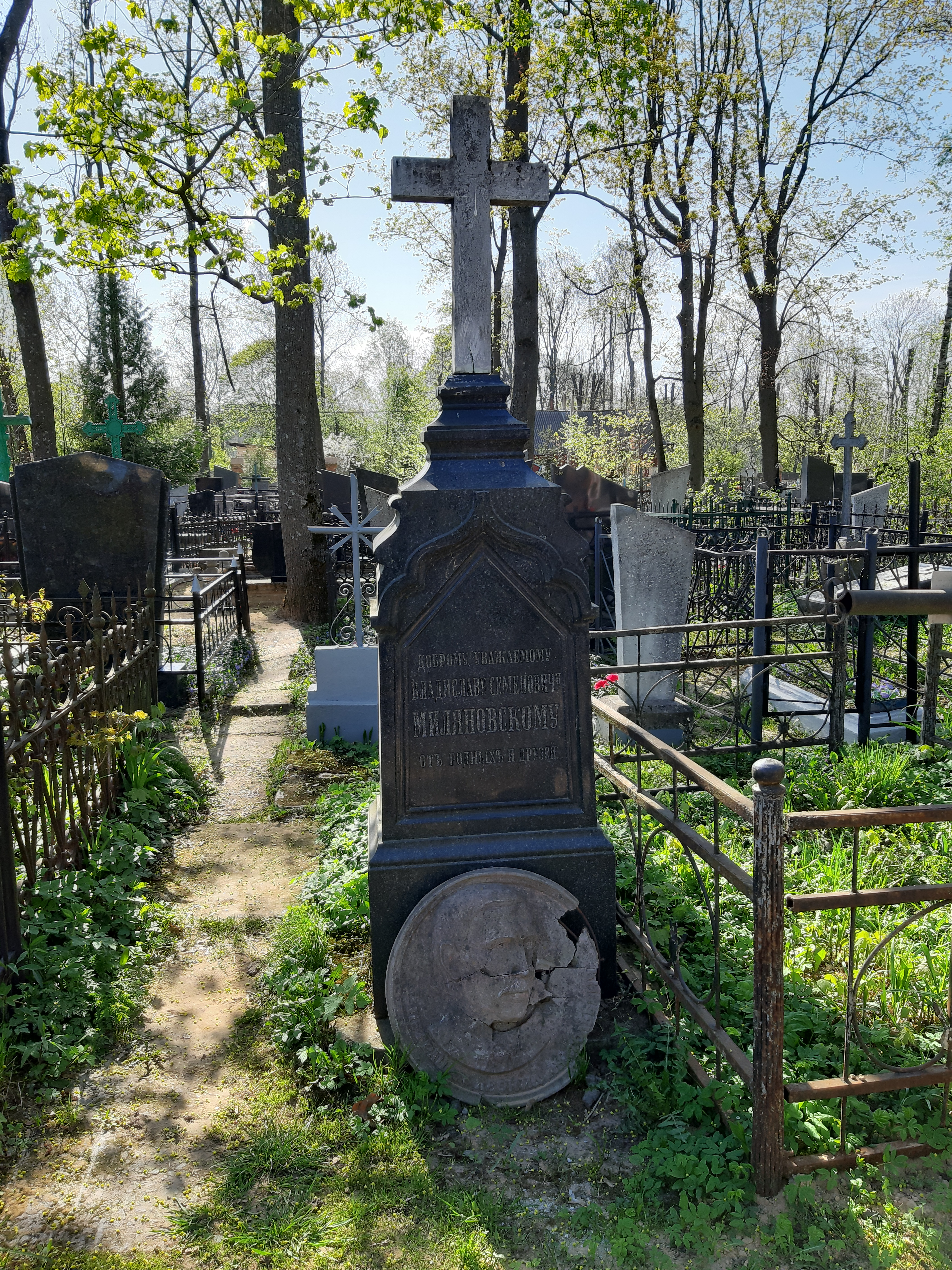
Могила на польском кладбище

Похоронен на Польском кладбище в Могилеве.

## Проекты и постройки

### Могилев
- Перестройка и приспособление бывшего здания объединённых гражданской и уголовной палат под здание для окружного суда (совместно с архитектором Н. П. Высоцким). Площадь Славы, 1 (1883)[8];
- Здание Александровского реального училища. Комсомольская улица, 18 (1885; перестроено);

### Могилевская губерния
- Собор Святого Александра Невского в Рогачёве (не сохранился);
- Собор Святого Николая в городе Сенно (по проекту К. А. Тона; не сохранился);
- Свято-Троицкий собор в Быхове (не сохранился)[12];
- Свято-Троицкий собор в Черикове (не сохранился)[13];
- Церковь Святого Михаила в Климовичи (строительство)[4];
- Свято-Троицкий собор в Хотимске;
- Собор в Костюковичах;
- Мост ферменной системы через Проню в Чаусах[8];
- Подъездной путь от Орши до станции Московско-Брестской железной дороги (1887);